# Lemurphthirus stigmosus
Lemurphthirus stigmosus är en insektsart som beskrevs av Ferris 1954. Lemurphthirus stigmosus ingår i släktet Lemurphthirus och familjen ledlöss. Inga underarter finns listade i Catalogue of Life.